# توتویا
توتویا (به پرتغالی: Tutóia) یک سکونتگاه مسکونی در برزیل است که در مارانیائو واقع شده‌است.